# Distrikt Yanacancha (Chupaca)
Der Distrikt Yanacancha liegt in der Provinz Chupaca in der Region Junín in Zentral-Peru. Der Distrikt wurde am 14. Juli 1961 gegründet. Er besitzt eine Fläche von 766 km². Beim Zensus 2017 wurden 2769 Einwohner gezählt. Im Jahr 1993 lag die Einwohnerzahl bei 2832, im Jahr 2007 bei 3294. Sitz der Distriktverwaltung ist die 3806 m hoch gelegene Ortschaft Yanacancha mit 547 Einwohnern (Stand 2017). Yanacancha befindet sich 19 km südwestlich der Provinzhauptstadt Chupaca.

## Geographische Lage
Der Distrikt Yanacancha befindet sich im Andenhochland und erstreckt sich über den Westen und Südwesten der Provinz Chupaca. Der Oberlauf des Río Cunas durchquert den Distrikt in überwiegend nordöstlicher Richtung und entwässert einen Großteil des Areals. Die westliche Distriktgrenze verläuft entlang der kontinentalen Wasserscheide.
Der Distrikt Yanacancha grenzt im Westen an die Distrikte Laraos, Alis und Tomas (alle drei in der Provinz Yauyos), im Norden an die Distrikte San José de Quero (Provinz Concepción) und San Juan de Jarpa, im Nordosten an die Distrikte Ahuac und San Juan de Iscos, im Osten an die Distrikte Chongos Bajo und Chicche (Provinz Huancayo) sowie im Süden an den Distrikt Chongos Alto (Provinz Huancayo).

## Ortschaften
Im Distrikt gibt es neben dem Hauptort folgende größere Ortschaften:
- Achipampa (472 Einwohner)
- San Pedro de Huascar (421 Einwohner)